# Sundby, Falster
Sundby är en ort i Danmark. Den ligger i Guldborgsund Kommune (tidigare Nørre Alslevs kommun) och Region Själland, i den sydöstra delen av landet. Sundby ligger 12 meter över havet. Den ligger på ön Falster i Stadager Sogn(dk).